# Rue Fieux
Pour les articles homonymes, voir Fieux.
La rue Fieux est une voie de Toulouse, chef-lieu de la région Occitanie, dans le Midi de la France.

## Situation et accès

### Description
La rue Fieux est une voie publique. Elle relie les quartiers de la Croix-de-Pierre, à l'est, et de Fontaine-Lestang, à l'ouest.
Elle naît perpendiculairement à l'avenue de Muret. Elle est orientée au nord-est, relativement rectiligne et longue de 547 mètres, mais large de seulement 7 mètres dans sa première partie. Elle donne naissance aux rues Cahuzac et Saint-Saëns, à main droite, et à la rue Carrère, à main gauche, avant de franchir les voies de la ligne ferroviaire de Toulouse à Auch par un passage à niveau. Elle s'élargit ensuite à 10 mètres et rencontre la rue des Vosges et la rue Jacques-Gamelin, puis la rue Pierre-Bénech et la rue de la Régine. Elle se termine au carrefour de la rue Henri-Desbals. Elle est prolongée au nord-est par la rue du Mont-Dore, une voie privée qui a été fermée à la circulation publique en 2021.
La chaussée compte une seule voie de circulation automobile à double-sens. Il n'existe pas d'aménagement cyclable.

### Voies rencontrées
La rue Fieux rencontre les voies suivantes, dans l'ordre des numéros croissants :
1. Avenue de Muret
2. Rue Cahuzac (d)
3. Rue Carrère (g)
4. Rue Saint-Saëns (d)
5. Rue des Vosges (g)
6. Rue Jacques-Gamelin (d)
7. Rue Pierre-Benech (d)
8. Rue de la Régine (g)
9. Rue de la Régine (g)
10. Rue Henri-Desbals

### Transports
La rue Fieux n'est pas directement desservie par les transports en commun. Elle débouche cependant, à l'est, sur l'avenue de Muret, parcourue par les lignes de Linéo L4L5 et de bus 152. À l'ouest, la rue Henri-Desbals abrite la station Mermoz, sur la ligne de métro , ainsi que les arrêts de la ligne de bus 13.

## Odonymie
La rue tient son nom de la famille Fieux, propriétaire des terrains et du domaine de Chantilly, sur lesquels elle a été tracée. Au début du XIXe siècle, deux frères, Antoine et Pierre Fieux, développèrent leur tannerie, rue des Tripiers (actuelle rue Charles-Viguerie). Les fils du premier, Pierre-Jacques et Jean-Pascal, continuèrent l'activité. Ils devinrent propriétaire de Chantilly grâce à la fortune qu'ils avaient accumulée.

## Patrimoine et lieux d'intérêt

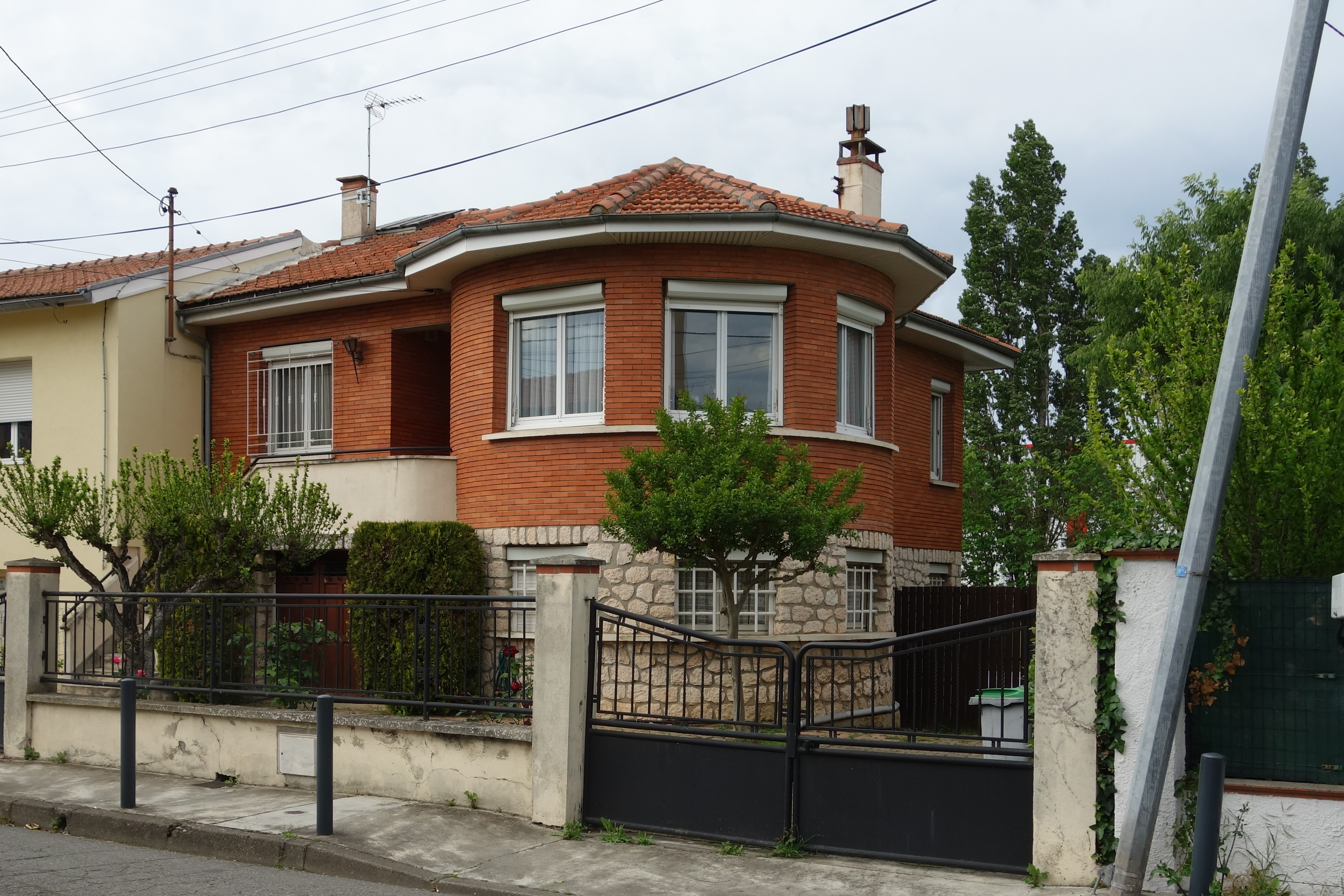
no 76 : maison.

- no  5 : maison toulousaine (premier quart du XXe siècle)[3].
- no  11 : maison toulousaine (premier quart du XXe siècle)[4].
- no  17 : maison toulousaine (premier quart du XXe siècle)[5].
- no  21 : maison toulousaine (premier quart du XXe siècle)[6].
- no  35 : maison toulousaine (premier quart du XXe siècle)[7].
- no  42 : maison de garde-barrière (premier quart du XXe siècle)[8].
- no  50 : maison toulousaine (premier quart du XXe siècle)[9].
- no  82 : maison (deuxième moitié du XXe siècle)[10].
- no  84 bis : maison toulousaine (premier quart du XXe siècle)[11].